# Nerotolepsia
Nerotolepsia is een geslacht van vliesvleugeligen uit de familie Pteromalidae. De wetenschappelijke naam van dit geslacht is voor het eerst geldig gepubliceerd in 1920 door Girault.

## Soorten
Het geslacht Nerotolepsia is monotypisch en omvat slechts de volgende soort:
- Nerotolepsia bella Girault, 1920